# La Calerilla
La Calerilla är en ort i Mexiko.   Den ligger i kommunen Pinos och delstaten Zacatecas, i den centrala delen av landet, 400 km nordväst om huvudstaden Mexico City. La Calerilla ligger 2 309 meter över havet och antalet invånare är 101.
Terrängen runt La Calerilla är platt åt sydväst, men åt nordost är den kuperad. Runt La Calerilla är det ganska glesbefolkat, med 21 invånare per kvadratkilometer. Närmaste större samhälle är Pinos, 6,1 km nordost om La Calerilla. Omgivningarna runt La Calerilla är i huvudsak ett öppet busklandskap.